# Partecipanti all'Ardèche Classic 2025
Elenco dei partecipanti all'Ardèche Classic 2025.
L'Ardèche Classic 2025 è stata la venticinquesima edizione della corsa. Alla competizione presero parte 23 squadre: 13 iscritte all'UCI World Tour 2025, 6 UCI ProTeam e 3 UCI Continental Team. 
Partenza con 154 ciclisti accreditati.

## Corridori per squadra
Nota: R ritirato, NP non partito, FT fuori tempo, SQ squalificato
| UAE Team Emirates XRG  | UAE Team Emirates XRG  | UAE Team Emirates XRG  | Tudor Pro Cycling Team            | Tudor Pro Cycling Team            | Tudor Pro Cycling Team            | Team Visma-Lease a Bike | Team Visma-Lease a Bike | Team Visma-Lease a Bike |
| ---------------------- | ---------------------- | ---------------------- | --------------------------------- | --------------------------------- | --------------------------------- | ----------------------- | ----------------------- | ----------------------- |
| N°                     | Ciclista               | Clas.                  | N°                                | Ciclista                          | Clas.                             | N°                      | Ciclista                | Clas.                   |
| 1                      | Juan Ayuso             | 10°                    | 11                                | Marc Hirschi                      | 24°                               | 21                      | Attila Valter           | 32°                     |
| 2                      | Brandon McNulty        | 8°                     | 12                                | Marco Brenner                     | 2°                                | 22                      | Cian Uijtdebroeks       | 33°                     |
| 3                      | Jan Christen           | R                      | 13                                | Yannis Voisard                    | 30°                               | 23                      | Tijmen Graat            | 57°                     |
| 4                      | Isaac Del Toro         | 34°                    | 14                                | Mathys Rondel                     | 44°                               | 24                      | Menno Huising           | 56°                     |
| 5                      | Igor Arrieta           | 15°                    | 15                                | Jacob Eriksson                    | 117°                              | 25                      | Steven Kruijswijk       | 72°                     |
| 6                      | Julius Johansen        | 89°                    | 16                                | Lucas Eriksson                    | 115°                              | 26                      | Ben Tulett              | 14°                     |
| 7                      | Matt Schwarzbacher     | 109°                   | 17                                | Roland Thalmann                   | 73°                               | 27                      | William Smith           | 110°                    |
| Soudal Quick-Step      | Soudal Quick-Step      | Soudal Quick-Step      | Lidl-Trek                         | Lidl-Trek                         | Lidl-Trek                         | Groupama-FDJ            | Groupama-FDJ            | Groupama-FDJ            |
| N°                     | Ciclista               | Clas.                  | N°                                | Ciclista                          | Clas.                             | N°                      | Ciclista                | Clas.                   |
| 31                     | Valentin Paret-Peintre | 21°                    | 41                                | Mattias Skjelmose                 | 6°                                | 51                      | Valentin Madouas        | 29°                     |
| 32                     | Ilan Van Wilder        | 22°                    | 42                                | Bauke Mollema                     | 96°                               | 52                      | Romain Grégoire         | 1°                      |
| 33                     | William Junior Lecerf  | 79°                    | 43                                | Quinn Simmons                     | 75°                               | 53                      | Guillaume Martin        | 12°                     |
| 34                     | Gianmarco Garofoli     | 35°                    | 44                                | Andrea Bagioli                    | 19°                               | 54                      | Tom Donnenwirth         | R                       |
| 35                     | Louis Vervaeke         | 53°                    | 45                                | Julien Bernard                    | 95°                               | 55                      | Enzo Paleni             | 114°                    |
| 36                     | Jonathan Vervenne      | 116°                   | 46                                | Tao Geoghegan Hart                | R                                 | 56                      | Rémi Cavagna            | 94°                     |
| 37                     | Pieter Serry           | 59°                    | 47                                | Otto Vergaerde                    | 76°                               | 57                      | Baptiste Grégoire       | R                       |
| Lotto                  | Lotto                  | Lotto                  | Decathlon AG2R La Mondiale        | Decathlon AG2R La Mondiale        | Decathlon AG2R La Mondiale        | EF Education-EasyPost   | EF Education-EasyPost   | EF Education-EasyPost   |
| N°                     | Ciclista               | Clas.                  | N°                                | Ciclista                          | Clas.                             | N°                      | Ciclista                | Clas.                   |
| 61                     | Logan Currie           | 112°                   | 71                                | Aurélien Paret-Peintre            | 13°                               | 82                      | Ben Healy               | 113°                    |
| 62                     | Eduardo Sepúlveda      | 39°                    | 72                                | Clément Berthet                   | 54°                               | 83                      | Archie Ryan             | R                       |
| 63                     | L. van de Wynkele      | R                      | 73                                | Bastien Tronchon                  | 77°                               | 84                      | Alexander Cepeda        | 46°                     |
| 64                     | Henri Vandenabeele     | 45°                    | 74                                | Louis Chaleil                     | R                                 | 85                      | Samuele Battistella     | R                       |
| 65                     | Reuben Thompson        | R                      | 75                                | Nicolas Prodhomme                 | R                                 | 86                      | Markel Beloki           | R                       |
| 66                     | Jonas Gregaard         | 108°                   | 76                                | Noa Isidore                       | 80°                               | 87                      | Jack Rootkin-Gray       | R                       |
|                        |                        |                        | 77                                | Ilian Barhoumi                    | 78°                               |                         |                         |                         |
| Movistar Team          | Movistar Team          | Movistar Team          | Intermarché-Wanty                 | Intermarché-Wanty                 | Intermarché-Wanty                 | Team Picnic PostNL      | Team Picnic PostNL      | Team Picnic PostNL      |
| N°                     | Ciclista               | Clas.                  | N°                                | Ciclista                          | Clas.                             | N°                      | Ciclista                | Clas.                   |
| 91                     | Enric Mas              | 9°                     | 101                               | Louis Barré                       | 11°                               | 111                     | Romain Bardet           | 67°                     |
| 92                     | Javier Romo            | 7°                     | 102                               | Louis Meintjes                    | 90°                               | 113                     | Warren Barguil          | 17°                     |
| 93                     | Pelayo Sánchez         | R                      | 103                               | Kamiel Bonneu                     | 62°                               | 114                     | Chris Hamilton          | 38°                     |
| 94                     | Natnael Tesfatsion     | 98°                    | 104                               | Kobe Goossens                     | 37°                               | 115                     | Robbe Dhondt            | 58°                     |
| 95                     | Davide Formolo         | 47°                    | 105                               | Francesco Busatto                 | R                                 | 116                     | Romain Combaud          | 66°                     |
|                        |                        |                        | 106                               | Gerben Kuypers                    | 120°                              | 117                     | Bjoern Koerdt           | R                       |
| 107                    | Alexy Faure Prost      | R                      |                                   |                                   |                                   |                         |                         |                         |
| Cofidis                | Cofidis                | Cofidis                | Arkéa-B&B Hotels                  | Arkéa-B&B Hotels                  | Arkéa-B&B Hotels                  | XDS Astana Team         | XDS Astana Team         | XDS Astana Team         |
| N°                     | Ciclista               | Clas.                  | N°                                | Ciclista                          | Clas.                             | N°                      | Ciclista                | Clas.                   |
| 121                    | Alex Aranburu          | 16°                    | 131                               | Clément Venturini                 | 61°                               | 141                     | Christian Scaroni       | 5°                      |
| 122                    | Jesús Herrada          | 113°                   | 132                               | Raúl García Pierna                | 26°                               | 142                     | C. Champoussin          | 4°                      |
| 123                    | Anthony Perez          | 68°                    | 133                               | Victor Guernalec                  | R                                 | 143                     | Lorenzo Fortunato       | 3°                      |
| 124                    | Sam Maisonobe          | 65°                    | 134                               | Embret Svestad                    | 25°                               | 144                     | Anthon Charmig          | 74°                     |
| 125                    | Jonathan Lastra        | 51°                    | 135                               | Michel Ries                       | 40°                               | 145                     | Nicola Conci            | 31°                     |
| 126                    | Sergio Samitier        | 87°                    | 136                               | Louis Rouland                     | 86°                               | 146                     | Darren van Bekkum       | R                       |
| 127                    | Hugo Toumire           | R                      | 137                               | Baptiste Poulard                  | 102°                              | 147                     | Simone Zanini           | 60°                     |
| Israel-Premier Tech    | Israel-Premier Tech    | Israel-Premier Tech    | TotalEnergies                     | TotalEnergies                     | TotalEnergies                     | Q36.5 Pro Cycling Team  | Q36.5 Pro Cycling Team  | Q36.5 Pro Cycling Team  |
| N°                     | Ciclista               | Clas.                  | N°                                | Ciclista                          | Clas.                             | N°                      | Ciclista                | Clas.                   |
| 151                    | Michael Woods          | 18°                    | 161                               | Jordan Jegat                      | 20°                               | 171                     | Harm Vanhoucke          | 64°                     |
| 152                    | Matthew Riccitello     | 82°                    | 162                               | Mathieu Burgaudeau                | 28°                               | 172                     | Matteo Badilatti        | 93°                     |
| 153                    | Pier-André Côté        | 105°                   | 163                               | Mattéo Vercher                    | 63°                               | 173                     | Marcel Camprubi         | R                       |
| 154                    | Krists Neilands        | 81°                    | 164                               | Pierre Latour                     | 104°                              | 174                     | Sjoerd Bax              | R                       |
| 155                    | Floris Van Tricht      | 70°                    | 165                               | Thomas Bonnet                     | R                                 | 175                     | Walter Calzoni          | 71°                     |
| 156                    | Nadav Raisberg         | 106°                   | 166                               | Alan Jousseaume                   | 92°                               | 176                     | Milan Vader             | 43°                     |
| 157                    | Viggo Moore            | 111°                   | 167                               | Nicola Marcerou                   | 41°                               | 177                     | Xabier Azparren         | 91°                     |
| Unibet Tietema Rockets | Unibet Tietema Rockets | Unibet Tietema Rockets | St Michel-Preference Home-Auber93 | St Michel-Preference Home-Auber93 | St Michel-Preference Home-Auber93 | Van Rysel-Roubaix       | Van Rysel-Roubaix       | Van Rysel-Roubaix       |
| N°                     | Ciclista               | Clas.                  | N°                                | Ciclista                          | Clas.                             | N°                      | Ciclista                | Clas.                   |
| 181                    | Giovanni Carboni       | 27°                    | 191                               | Nicolas Breuillard                | 42°                               | 201                     | Rait Ärm                | R                       |
| 182                    | Odd Christian Eiking   | 85°                    | 192                               | Théo Delacroix                    | 99°                               | 202                     | Rémi Capron             | 83°                     |
| 183                    | Adrien Maire           | 107°                   | 193                               | Morné Van Niekerk                 | R                                 | 203                     | Maxime Jarnet           | 100°                    |
| 184                    | Sergio Meris           | 52°                    | 194                               | Thomas Champion                   | 118°                              | 204                     | Célestin Guillon        | 84°                     |
| 185                    | Adam Ťoupalík          | 97°                    | 195                               | Lucas Beneteau                    | 50°                               | 206                     | Kenny Molly             | R                       |
| 186                    | Killian Verschuren     | 69°                    | 196                               | Alan Riou                         | R                                 | 207                     | Maximilien Juillard     | R                       |
| 187                    | Baptiste Huyet         | 88°                    | 197                               | Yohann Simon                      | 55°                               |                         |                         |                         |
| CIC U Nantes           | CIC U Nantes           | CIC U Nantes           | Nice Métropole Côte d'Azur        | Nice Métropole Côte d'Azur        | Nice Métropole Côte d'Azur        |                         |                         |                         |
| N°                     | Ciclista               | Clas.                  | N°                                | Ciclista                          | Clas.                             |                         |                         |                         |
| 211                    | Maël Guégan            | R                      | 221                               | Jaakko Hänninen                   | R                                 |                         |                         |                         |
| 212                    | Axel Mariault          | 119°                   | 222                               | Damien Girard                     | 48°                               |                         |                         |                         |
| 213                    | Yaël Joalland          | 23°                    | 223                               | Andrei Carbunarea                 | R                                 |                         |                         |                         |
| 214                    | Joris Chaussinand      | 101°                   | 224                               | Andrea Mifsud                     | 36°                               |                         |                         |                         |
| 215                    | Antoine Hue            | R                      | 225                               | Dylan Massa                       | R                                 |                         |                         |                         |
| 216                    | Matisse Julien         | R                      | 226                               | Noah Knecht                       | R                                 |                         |                         |                         |
| 217                    | Lenaïc Langella        | 49°                    |                                   |                                   |                                   |                         |                         |                         |